# Rio Dâlga
O Rio Dâlga é um rio da Romênia, afluente do Olt Oporelu Canal, localizado no distrito de Olt.